# Gran Premio di Castrocaro Terme 1979
Il Gran Premio di Castrocaro Terme 1979, diciottesima ed ultima edizione della corsa, si svolse il 16 settembre 1979 su un percorso di 65,52 km disputati a cronometro. La vittoria fu appannaggio dell'olandese Roy Schuiten, che completò il percorso in 1h32'27", precedendo il danese Jørgen Marcussen ed il connazionale Henk Lubberding.
Sul traguardo di Castrocaro Terme 8 ciclisti, su 9 partiti dalla medesima località, portarono a termine la competizione. L'unico corridore che non concluse la prova fu l'olandese Jan Raas.

## Ordine d'arrivo (Top 8)
| Pos. | Corridore          | Squadra                     | Tempo    |
| ---- | ------------------ | --------------------------- | -------- |
| 1    | Roy Schuiten       | Scic-Bottecchia             | 1h32'27" |
| 2    | Jørgen Marcussen   | Magniflex-Olmo              | a 12"    |
| 3    | Henk Lubberding    | TI-Raleigh-McGregor         | a 1'51"  |
| 4    | Giovanni Battaglin | Inoxpran                    | a 2'24"  |
| 5    | Carmelo Barone     | Gis Gelati                  | a 2'50"  |
| 6    | Marino Amadori     | Sapa Assicurazioni-Frontini | a 4'48"  |
| 7    | Claudio Torelli    | Zonca-Santini               | a 4'58"  |
| 8    | Dietrich Thurau    | IJsboerke-Warncke Eis       | a 5'27"  |